# Waterlandse tram

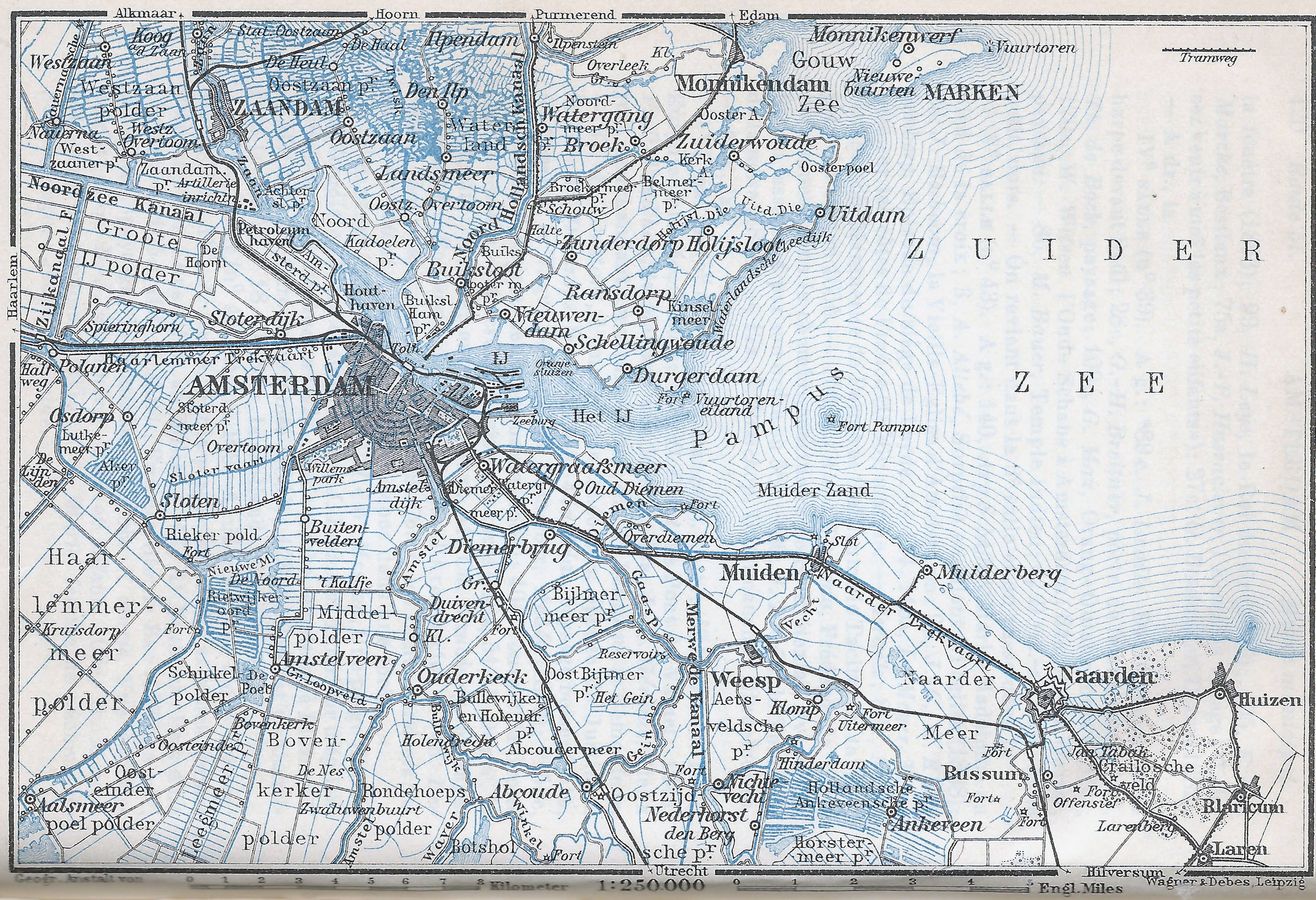
Kaart van Amsterdam en omgeving met de streektramlijnen

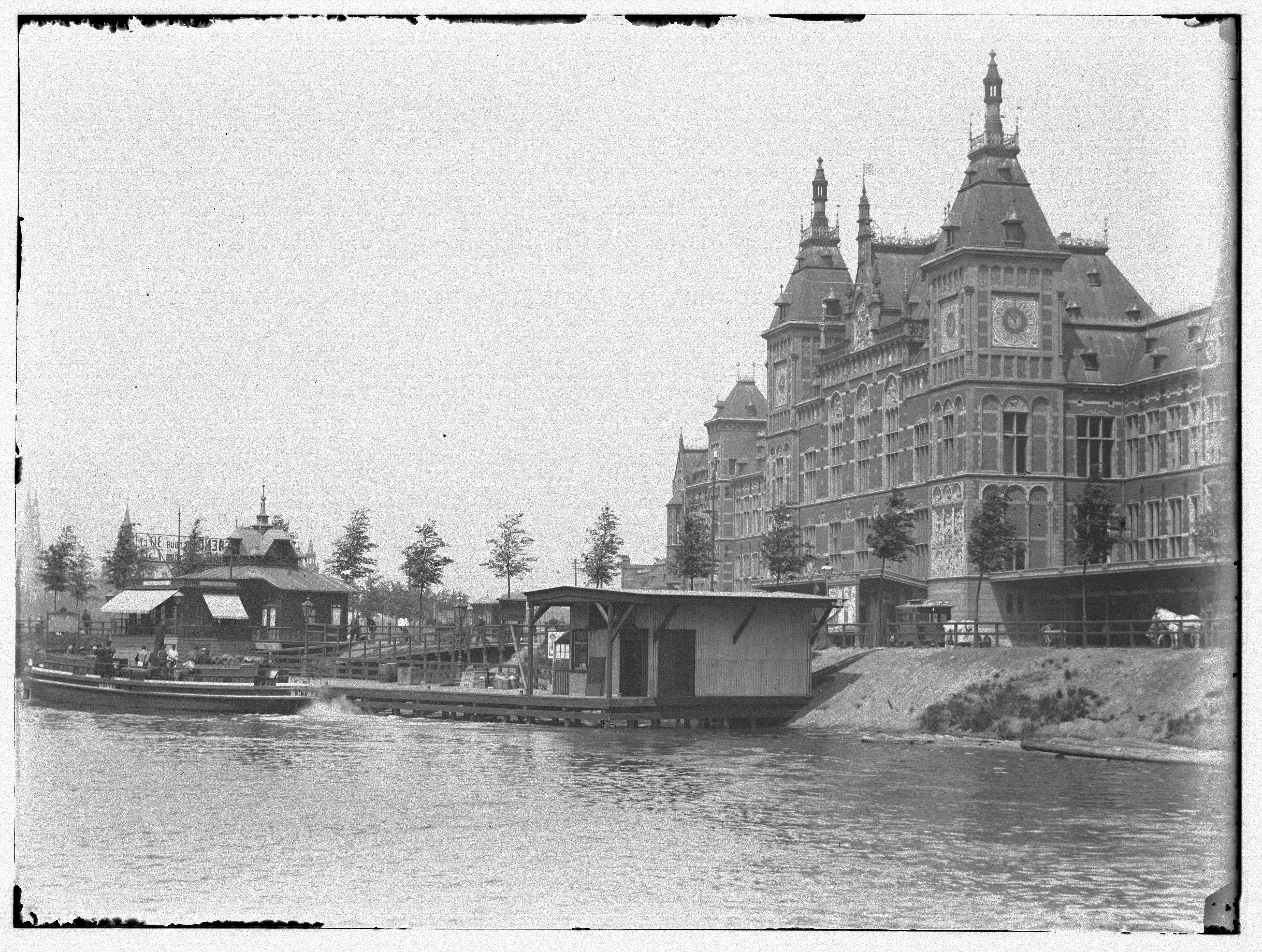
Vertrekpunt van de boot vanaf het Centraal Station in Amsterdam; 1896.

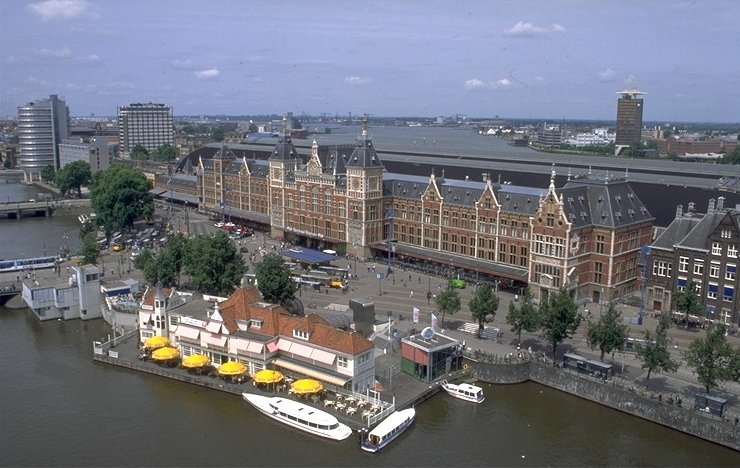
Het Noord-Zuid Hollandsch Koffiehuis bij het Centraal Station in Amsterdam.

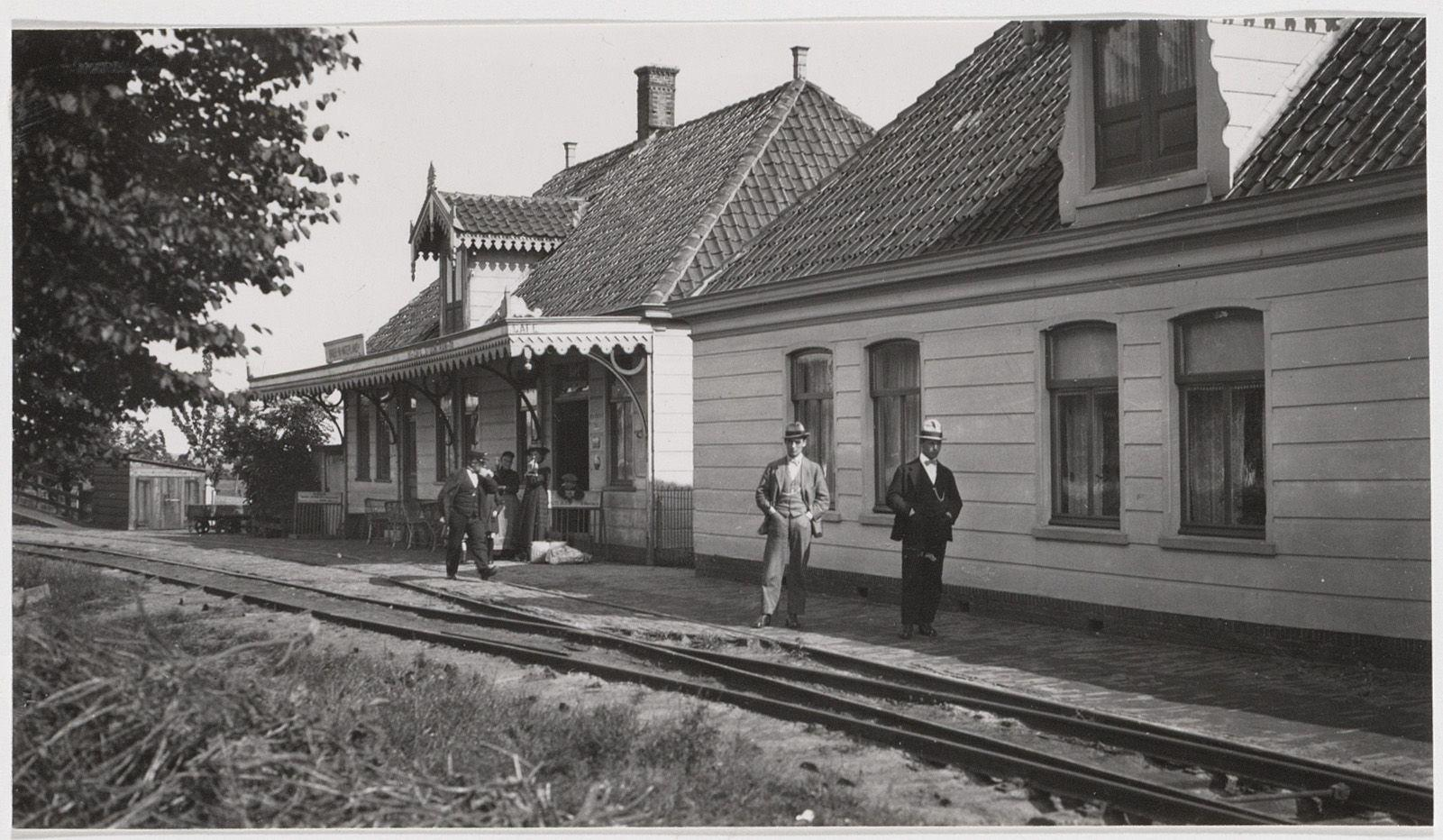
Station van de Noord-Hollandsche Tramweg-Maatschappij in Broek in Waterland; 1922.

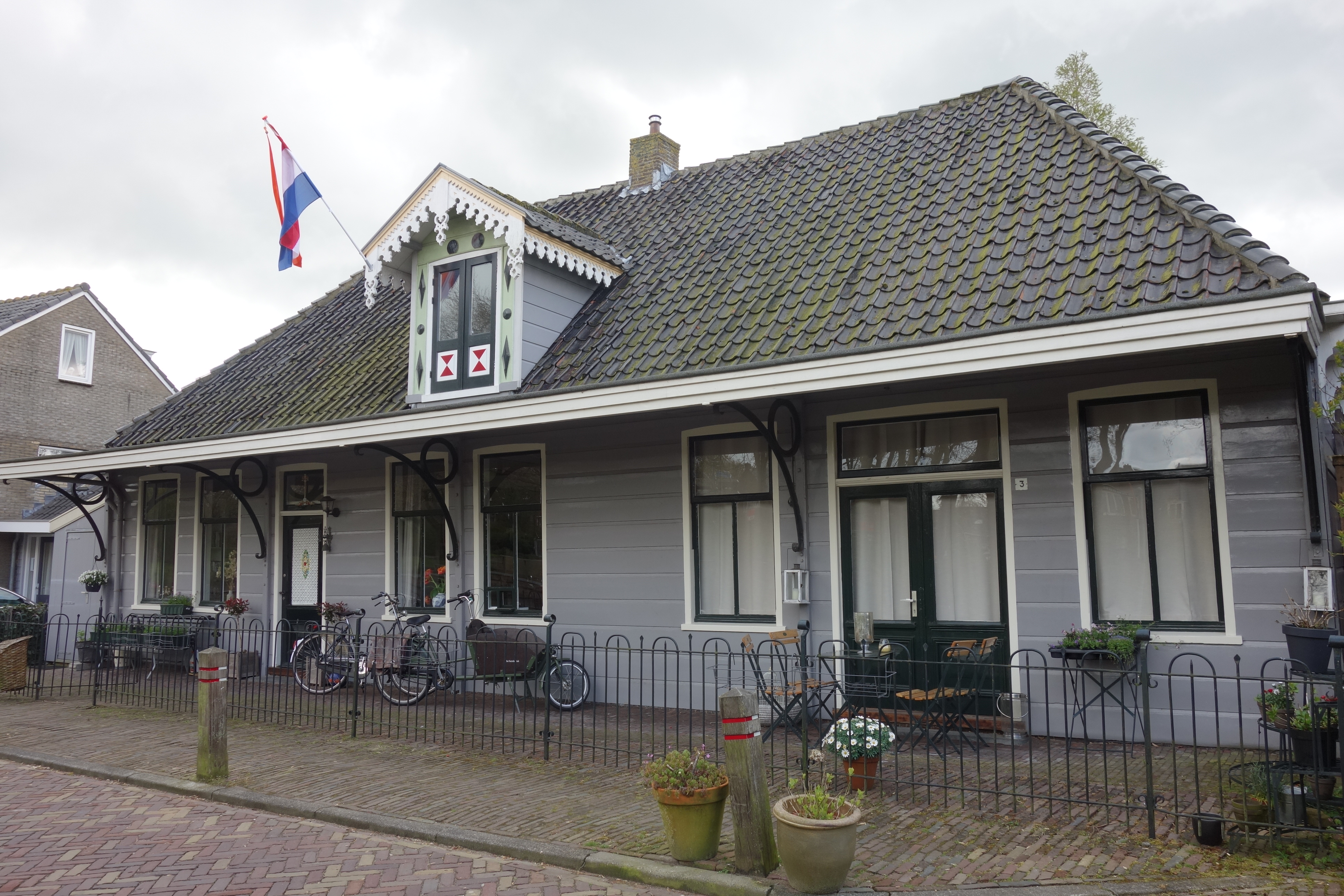
Het voormalige tramstation in Broek in Waterland. Het is nog herkenbaar aan de perronoverkapping.

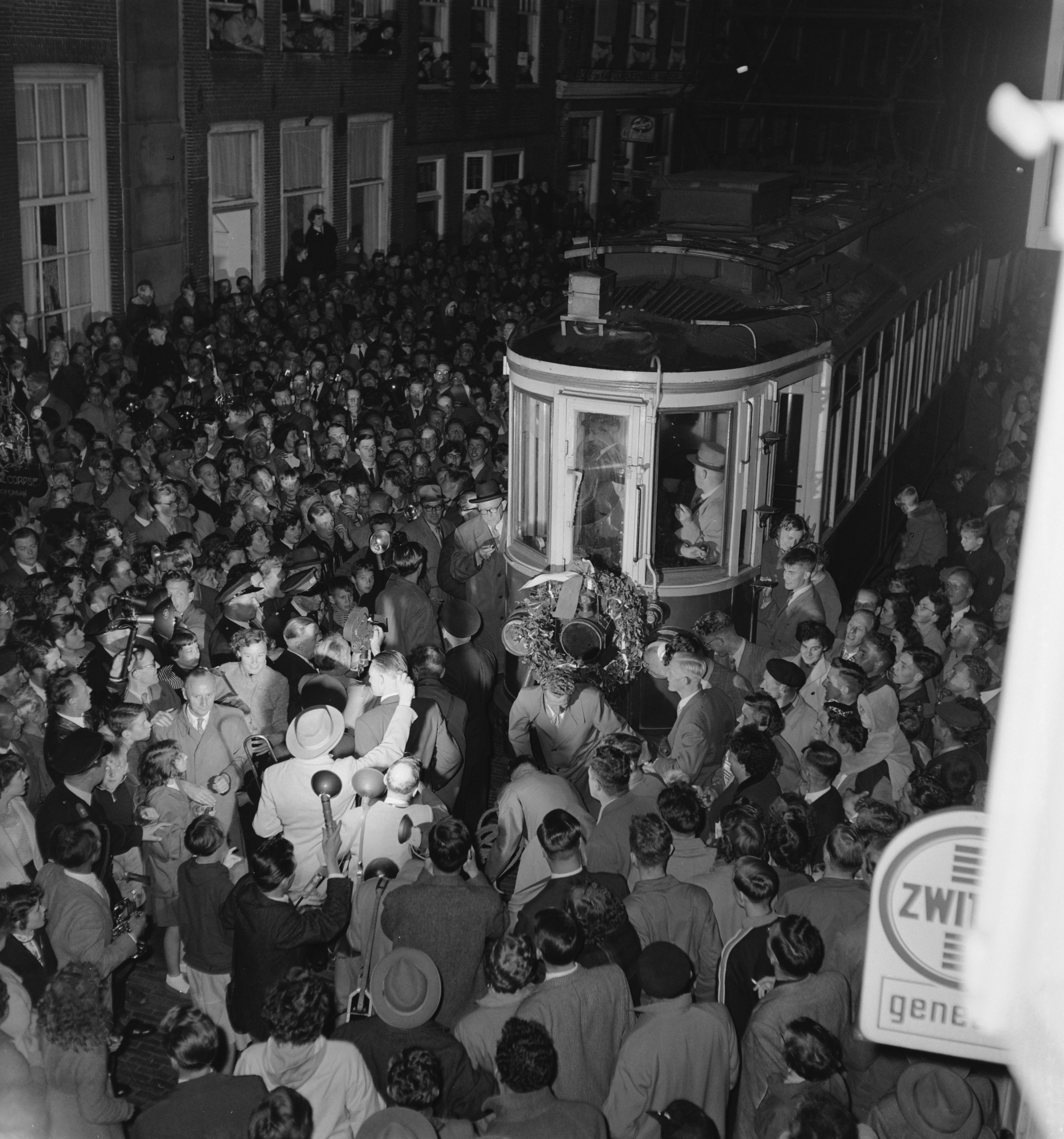
Laatste rit van de Waterlandse tram voor de opheffing, te Monnickendam; 29 september 1956.

De Waterlandse tram is de benaming voor de trams die tussen 1888 en 1956 in de regio Waterland ten noorden van Amsterdam reden. Achtereenvolgens waren de NHT, TNHT en NZH exploitanten van de stoomtram (1888-1932) en de elektrische tram (1932-1956). Het netwerk besloeg op zijn hoogtepunt de lijnen Amsterdam - Edam - Volendam, Het Schouw - Purmerend - Alkmaar en Kwadijk - Edam - Volendam.

## Geschiedenis
De Noord-Hollandsche Tramweg-Maatschappij (NHT) werd opgericht op 30 april 1888 te Amsterdam. Initiatiefnemer en directeur was Theodor Sanders. Op 13 december 1888 werd de stoomtramlijn tramlijn Amsterdam - Edam geopend. Deze lijn was uitgevoerd in meterspoor en had een lengte van 21,5 km. In aansluiting op de tram, die vertrok van de noordkant van het IJ, voer een 'heen en weer-bootje' vanaf het Open Havenfront voor het Amsterdamse Centraal Station naar het tramstation aan de overkant van het water.
De Tweede Noord-Hollandsche Tramweg-Maatschappij (TNHT) werd opgericht op 31 juli 1893 te Amsterdam. Deze maatschappij nam op deze datum de exploitatie van bovengenoemde tramlijn over van de NHT. De oprichting van de TNHT werd nodig geacht, omdat de oprichtingsakte van de NHT niet voorzag in uitbreiding van het lijnennet. Op 22 juni 1894 werd de zijlijn geopend van Het Schouw naar Purmerend. Deze lijn werd op 17 juli 1895 verlengd via Middenbeemster naar Alkmaar. De totale lengte van de tramlijnen was 54,5 km.
Tijdens de watersnood van 14 januari 1916 werd de dienst bijna geheel gestremd tot 1 juli 1916.
De lijn Purmerend – Alkmaar werd opgeheven op 6 september 1931 en vervangen door een autobusdienst. Vanaf 1 december 1932 werd de exploitatie van de tramlijnen van Amsterdam naar Edam en Purmerend overgenomen door de Noord-Zuid-Hollandsche Stoomtramweg-Maatschappij (NZHTM). Het eigendom ging op 1 januari 1946 over naar de Electrische Spoorweg-Maatschappij (ESM), die op 20 mei 1946 werd omgedoopt in Noord-Zuid-Hollandsche Stoomtramweg-Maatschappij (NZHVM).

## Trambootstation
In 1911 werd aan het Amsterdamse Stationsplein het Noord-Hollands Koffiehuis gebouwd, met een steiger voor het bootje. Na 1932 werd dit het Noord-Zuid Hollandsch Koffiehuis genoemd. In 1972 moest dit gebouw wijken voor de metrobouw. Het werd geheel gedemonteerd en opgeslagen. In 1980 werd het enkele meters verder van het Centraal Station dan voorheen weer opgebouwd. Het huisvest thans onder andere het VVV-kantoor en loketten van het GVB-stadsvervoer. Het koffiehuis - niet het Tramstation Amsterdam-Noord - gold als beginpunt van de rit naar Purmerend of Volendam. De NZHVM hanteerde de officiële benaming Trambootstation.

## Elektrische tram

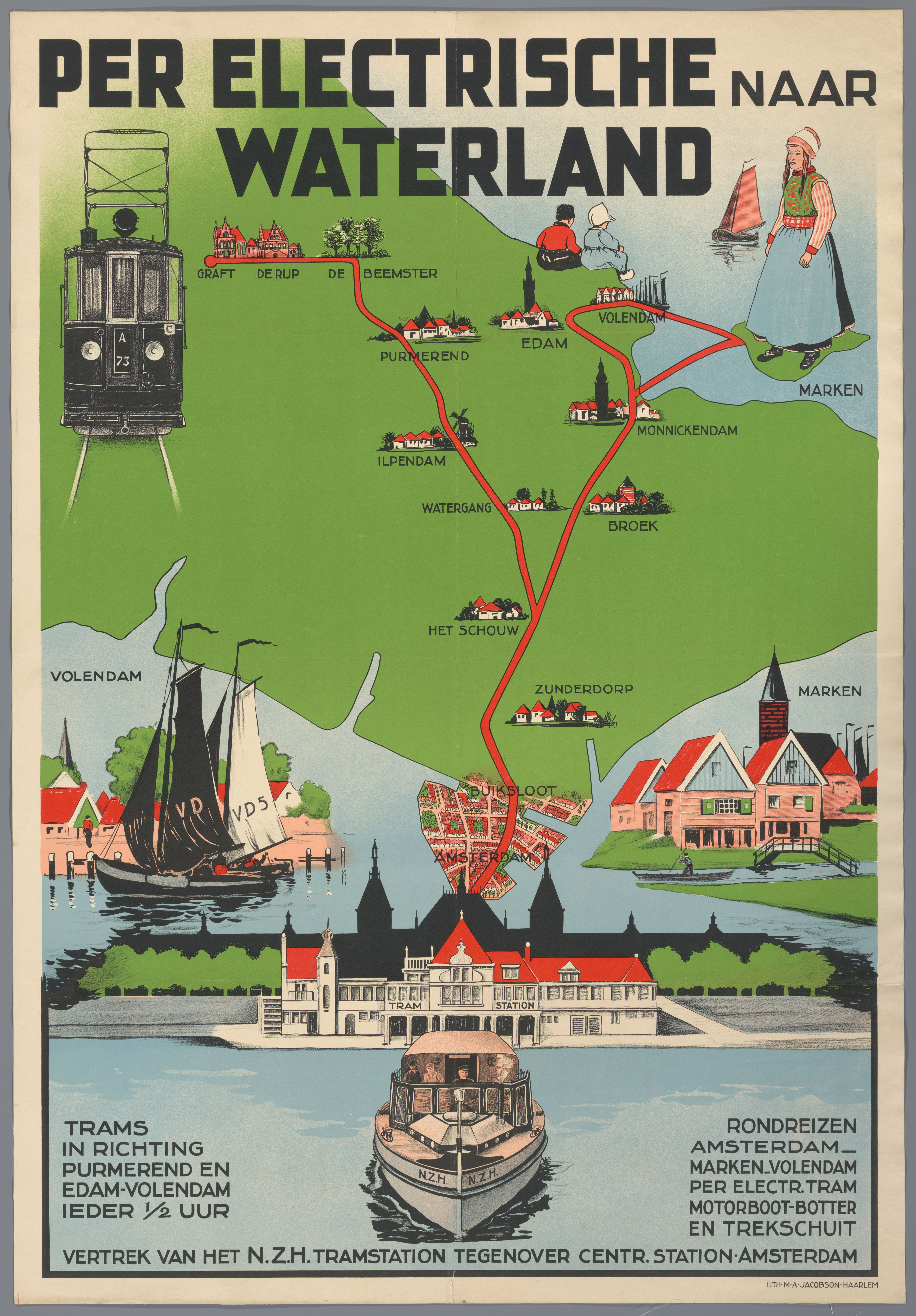
Per electrische naar Waterland

Van 1 mei 1906 tot 1 december 1932 werd de normaalsporige HSM-stoomtramlijn Kwadijk - Volendam beheerd door de TNHT. Op 1 december 1932 werd de elektrische tram verlengd via de bestaande tramlijn van Edam naar Volendam. Hiertoe werd deze lijn drierailig en geëlektrificeerd. De normaalspoorstoomtram bleef nog rijden voor reizigersvervoer tot 15 mei 1933. Het goederenvervoer werd gestaakt op 20 juli 1944.
De tramlijnen Amsterdam - Volendam en Amsterdam - Purmerend werden geëlektrificeerd met 600 volt gelijkspanning en vanaf 23 juni 1932 verving de elektrische tram de stoomtram. De motorwagens uit de serie A1 - A29 waren afkomstig van de tramlijn Amsterdam - Zandvoort, terwijl een aantal oude stoomtramrijtuigen verder dienstdeed als bijwagen (serie BY1 - BY18). Voor de lijn naar Purmerend was van een aantal motorwagens de lichtkap van het dak verwijderd in verband met de passage van het lage viaduct onder de spoorlijn Zaandam - Enkhuizen in Purmerend.
Door een lijnenruil tussen de NZHVM en het busbedrijf Nederlandsche Auto Car Onderneming (NACO), maar ook doordat Rijkswaterstaat de tram graag weg wilde hebben, werd de elektrische tramdienst op de lijn Schouw – Purmerend al 17 jaar na de elektrificatie opgeheven op 15 mei 1949 en vervangen door NACO-buslijn A.
De resterende tramlijn Amsterdam – Volendam bleef voorlopig nog gehandhaafd. Het zag ernaar uit dat de lijn tot het begin van de jaren 60 zou blijven rijden. De gemeente Amsterdam zegde echter de erfpacht van de grond van het tramstation op. De aanlegsteiger van het Valkenwegveer moest worden verplaatst naar de plek van het tramstation in verband met werkzaamheden voor de IJtunnel. Op 30 september 1956 reed de lijn voor het laatst en werd ook vervangen door een busdienst van de NACO. Op de plaats van het tramstation in Amsterdam-Noord verscheen de nieuwe steiger voor het Valkenwegveer en meer ruimte voor de NACO-bussen. Tegenwoordig ligt hier de aanlegsteiger van het IJpleinveer van de Amsterdamse veren.
Van de tramlijnen zijn nog enkele zaken bewaard gebleven: op de plaats van het afgebroken stationsgebouw te Purmerend verrees in dezelfde stijl het busstation Purmerend Tramplein. Dit gebouw werd gesloopt in 2014 bij de vernieuwing van het busstation. Het tramstation te Broek in Waterland bestaat nog. Voorts zijn in de omgeving van dit dorp nog enkele restanten van trambrugjes te vinden.

## Museummaterieel
Van het rollend materieel zijn bewaard gebleven: motorwagen A14 (bouwjaar 1904; ex-Amsterdam – Zandvoort) en bijwagen BY2 (bouwjaar 1896; ex-NHT). Deze bevinden zich in het NZH Vervoer Museum te Haarlem. Voorts zijn gesloten goederenwagen (viswagen) NHT 21 en platte open goederenwagen (melkwagen) NHT 38 (herbouwd en bedrijfsvaardig) opgenomen in de collectie van de Museumstoomtram Hoorn - Medemblik.

### Overzicht van museumtrams
| Bedrijf   | Nummer                                           | Fabrikant               | Bouwjaar | Opmerkingen                                                                                  | Afbeelding |
| --------- | ------------------------------------------------ | ----------------------- | -------- | -------------------------------------------------------------------------------------------- | ---------- |
| TNHT, NZH | Rijtuig BY2                                      | Métallurgique, Nijvel   | 1896     | Van 1956 tot 1997 in het Spoorwegmuseum. Nu in NZH Vervoer Museum te Haarlem                 |            |
| ESM, NZH  | Motorwagen A14                                   | Métallurgique, Nijvel   | 1904     | Van 1956 tot 1997 in het Spoorwegmuseum. Nu in NZH Vervoer Museum te Haarlem; in restauratie |            |
| TNHT      | Gesloten goederenwagen 21, later NZH HY 103      | Métallurgique, Nijvel   | 1897     | Bij Museumstoomtram Hoorn-Medemblik                                                          |            |
| TNHT      | Open goederenwagen 38, later NZH C 163 ex-CY 109 | Pennock en Co, Den Haag | 1908     | Bij Museumstoomtram Hoorn-Medemblik                                                          |            |